# 南極洲板塊

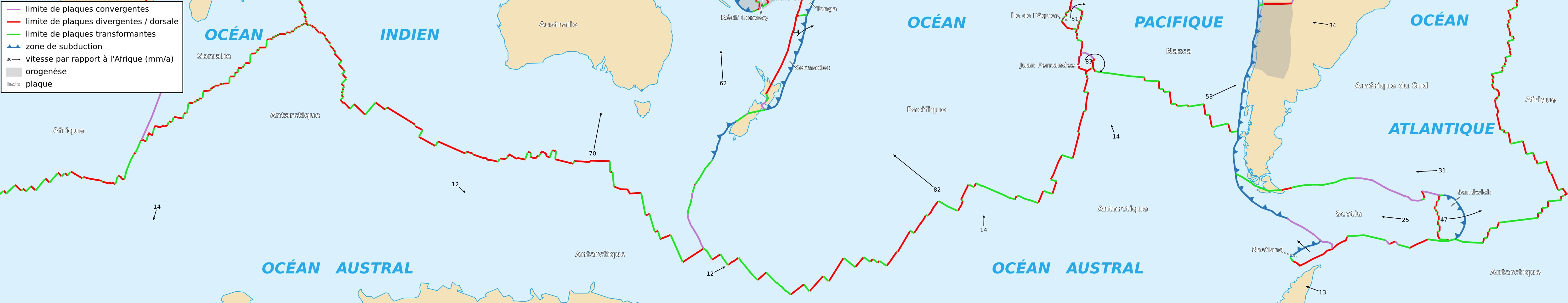
南極洲板塊

南極洲板塊，簡稱南極板塊，是一塊包括南極洲和周圍洋面的板塊，面積1690萬平方公里。每年正以1公分的速度向太平洋移動。板塊與納斯卡板塊、非洲板塊、南美洲板塊、斯科舍板塊和印度-澳洲板塊交界，並正與太平洋板塊合併。